# Gopha praxia
Gopha praxia är en fjärilsart som beskrevs av William Schaus 1922. Gopha praxia ingår i släktet Gopha och familjen tandspinnare. Inga underarter finns listade i Catalogue of Life.